# Paris-Roubaix de 2007
A Paris-Roubaix 2007 foi a 105.ª edição desta corrida de ciclismo que teve lugar a 15 de abril de 2007 sobre uma distância de 259,5 km.

## Classificação final
| Posição | Ciclista            | Equipa                | Tempo      |
| ------- | ------------------- | --------------------- | ---------- |
| 1.      | Stuart O'Grady      | CSC                   | 6h 09' 07" |
| 2.      | Juan Antonio Flecha | Rabobank              | + 52"      |
| 3.      | Steffen Wesemann    | Team Wiesenhof Felt   | m.t.       |
| 4.      | Björn Leukemans     | Predictor-Lotto       | + 53"      |
| 5.      | Roberto Petito      | Liquigas              | + 55"      |
| 6.      | Tom Boonen          | Quick Step-Innergetic | m.t.       |
| 7.      | Roger Hammond       | T-Mobile              | m.t.       |
| 8.      | Enrico Franzoi      | Lampre                | + 56"      |
| 9.      | Kevin Van Impe      | Quick Step-Innergetic | + 1' 24"   |
| 10.     | Fabio Baldato       | Lampre                | + 2' 27"   |